# Xaitongmoin
Xaitongmoin lub Xietongmen (tyb. བཞད་མཐོང་སྨོན་རྫོང, Wylie: bzhad mthong smon rdzong, ZWPY: Xaitongmoin Zong; chiń. upr. 谢通门县; pinyin Xiètōngmén Xiàn) – powiat we południowej części Tybetańskiego Regionu Autonomicznego, w prefekturze Xigazê. W 1999 roku powiat liczył 40 641 mieszkańców.